# Принцесса (телесериал)
Принцесса (исп. Principessa) — мексиканская 398-серийная мелодрама с элементами драмы 1984 года производства телекомпании Televisa.

## Синопсис
Телесериал повествует о подругах Паоле, Фернанде, Мариселе и Адриане, которые работают в бутике в Мехико под названием «Принцесса».

## Создатели телесериала

### В ролях
- Иран Йори — Паола Сан Роман Сантандер
- Анхелика Арагон — Фернанда Монтенегро#1
- Альма Муриэль — Фернанда Монтенегро#2
- Ильда Агирре — Фернанда Монтенегро#3
- Сесилия Камачо — Марисела Монтеагудо
- Анабель Феррейра — Адриана Элгета
- Рохелио Герра — Сантьяго Перес
- Грегорио Касаль — Леонардо Герра
- Саби Камалич — Паулина Бальмер дель Прадо Сан Миллан
- Карлос Камара — Максимо Торрес
- Хавьер Руан — Эдуардо Лопес
- Херман Роблес — Рамиро Хуэльга
- Мануэль Саваль — Рейнальдо Кевальос#1
- Херардо Пас — Рейнальдо Кевальос#2
- Альваро Сервиньо — Даниэль Мартинес
- Мария Мартин — Росио Монтесинос дель Валье
- Давид Остроски — Хуан Карлос Вильянуэва
- Сурия МакГрегор — Франческа Оласабаль
- Херардо Мургия — Родриго Фухимори
- Моника Санчес Наварро — Эрика Мария
- Летисия Кальдерон — Вики
- Артуро Пениче
- Луис Баярдо
- Эльса Карденас — Фелиса
- Дина де Марко — Вирхиния
- Вирхиния Гутьеррес
- Хосе Элиас Морено-мл. — Хулио Сесар
- Ханет Руис — Анита
- Хосе Роберто Хилл — Данило
- Леонардо Даниэль — Федерико
- Стелла Инда — Чоле
- Ребека Рамбаль — Марина
- Хули Фурлонг — Элиана
- Альфонсо Итурральде — Анибаль
- Артуро Гисар — Энрике
- Константино Костас — доктор Варгас
- Эрика Магнус
- Отто Сирго — Родольфо
- Андрес Буэнфиль — Лисандро
- Луис Урибе — Херарбо
- Хосефина Эскобедо — Альсира
- Одисио Бишир — Исмаэль
- Арлетт Пачеко — Марискаль
- Хуан Карлос Серран — Эмилио
- Роксана Сауседо — Кристина#1
- Кристина Рубиалес — Кристина#2
- Лорена Риверо — Аурора
- Хорхе Луке — Мартин
- Сервандо Манцетти — Рубен
- Армандо Кальво — Рамон
- Марипас Банкельс — Бренда
- Артуро Лорка — Отто
- Алехандро Томмаси — Сесар
- Алехандро Ландеро — Касимиро
- Эктор Суарес Гомис
- Адела Норьега — Алина

### Административная группа
- оригинальный текст: Нене Каскаллар
- либретто: Карлос Ромеро
- адаптация: Вивиан Песталоцци
- музыкальная тема заставки: Principessa
- начальник производства: Артуро Лорка
- ассоциированный продюсер: Эухенио Кобо
- операторы-постановщики: Эрнесто Арреола, Мануэль Руис Эспарса
- режиссёр-постановщик: Педро Дамиан
- продюсер: Валентин Пимштейн

## Награды и премии

### TVyNovelas(0 из 2)
| Номинация            | Персона          | Итоги премии |
| -------------------- | ---------------- | ------------ |
| Лучший молодой актёр | Альваро Сервиньо | проигрыш     |
| Лучший детский актёр | Кристофер Лаго   | проигрыш     |